# Vates amazonica
Vates amazonica är en bönsyrseart som beskrevs av John Obadiah Westwood 1889. Vates amazonica ingår i släktet Vates och familjen Mantidae. Inga underarter finns listade i Catalogue of Life.